# バンク・ネガラ駅
バンク・ネガラ駅（バンク・ネガラえき、マレー語:Stesen Bank Negara）はマレーシアのクアラルンプールにある、マレー鉄道の駅である。
当駅に乗り入れている路線は線路名称上はウエスト・コースト線であるが、旅客線としてはKTMコミューターのスレンバン線とポート・クラン線が乗り入れをしている。
ラピドKLアンパン&スリ・プタリン線のバンダラヤ駅と、徒歩での乗り換えが案内されている。

## 歴史
- 1995年8月14日 - 開業

## 駅構造
相対式ホーム2面2線をもつ地上駅である。橋上駅舎であり、ホーム北端に位置する。
駅舎から出て道路を渡った先にラピドKLアンパン線のバンダラヤ駅に通じる連絡通路が設けられている。
| 1 | 1 スレンバン線     | スントゥル・バトゥ・ケーブス方面 |
| 1 | 2 ポート・クラン線 | ラワン・タンジュン・マリム方面   |
| 2 | 1 スレンバン線     | KLセントラル・タンピン方面       |
| 2 | 2 ポート・クラン線 | KLセントラル・ポート・クラン方面 |

## 駅周辺
- マレーシア国立銀行
- マレーシア公共労働部門（英語版）
- KLそごう
- ラピドKLアンパン&スリ・プタリン線 バンダラヤ駅

## バス路線
Bus Rapid KLの運行。
1. B101 : ティティワンサ - LRTマスジット・ジャメ - KLセントラル - ムルデカ・スクエア - ティティワンサ
2. B111 : LRTマルリ - チョウ・キットKLモノレール - LRTマルリ

## 隣の駅
マレー鉄道
1 スレンバン線・2 ポート・クラン線
プトラ駅 (KA04) - バンク・ネガラ駅 (KA03) - クアラルンプール駅 (KA02)